# Upadek Konstantynopola
Upadek Konstantynopola (gr. Άλωση της Κωνσταντινούπολης, trb. Alose tes Konstantinupoles) – we wtorek 29 maja 1453 roku wojska Imperium Osmańskiego zajęły Konstantynopol. Zdobycie miasta oraz śmierć ostatniego cesarza bizantyjskiego Konstantyna XI pociągnęły za sobą ostateczny upadek Cesarstwa wschodniorzymskiego. Zwycięstwo to dało Turkom panowanie nad wschodnim basenem Morza Śródziemnego i otworzyło drogę do podboju Europy powstrzymanego dopiero przez Święta Ligę pod Wiedniem w roku 1683.
Zdobyte miasto stało się stolicą Imperium Osmańskiego i pozostało nią do powstania republiki w 1923. Turcy zaczęli też stosować w odniesieniu do miasta nazwę İstanbul (pl. Stambuł), która od 18 marca 1930 stała się jedyną oficjalną jego nazwą.

## Wstęp

### Sytuacja Bizancjum przed 1453
Bizancjum, które swoje terytorium, stolicę i ludność otrzymało w spadku po cesarstwie wschodniorzymskim, w XV wieku chyliło się ku upadkowi. Pozostawało niewielkim państwem ograniczonym do stolicy (miasta Konstantynopola) i jej przedmieść oraz części obszaru Grecji (Morei wraz z wyspami). Tylko częściowo mogło liczyć na dalsze prowincje, bowiem ich zarządcy faktycznie pozostawali niezależni od władzy centralnej.
Przez ponad tysiącletni okres istnienia cesarstwa jego stolicę Konstantynopol zdobyto tylko dwukrotnie – w 1204 r., podczas IV krucjaty, oraz w 1261 r., kiedy to Bizantyjczycy odzyskali ją z powrotem. Osłabione imperium nie podźwignęło się jednak z upadku i w pierwszej połowie XV wieku obejmowało jedynie sam Konstantynopol i niewielkie obszary na Peloponezie. Mimo to, dzięki samemu istnieniu, w szczególności dzięki stolicy i symbolowi cesarstwa – Konstantynopolowi, na dużych obszarach utrzymane zostały podstawy państwowości bizantyńskiej. Cesarstwo zachowało też swój ogromny autorytet jako ojczyzna i oparcie dla prawosławia. Dawne imperium otaczały ziemie muzułmańskich Turków Osmańskich, którzy postrzegali Konstantynopol jako główną przeszkodę dla narzucenia swej władzy całemu regionowi.
Państwo tureckie, szybko rosnące w potęgę i rozszerzające swoje granice, od dawna przygotowywało się do zdobycia Konstantynopola. Na samym początku XV wieku sułtan osmański Bajazyd dotarł ze swoimi wojskami pod mury wielkiego miasta, jednak wyprawa zbiegła się z najazdem Tamerlana na imperium tureckie. W 1402 r. zadał on Turkom druzgocącą klęskę w bitwie pod Ankarą, która na pół stulecia odsunęła ostateczną wyprawę na Konstantynopol.
Kolejne próby zdobycia miasta nie udawały się ze względu na spory dynastyczne w państwie Osmanów. Kampania powzięta w 1423 zakończyła się fiaskiem, gdy sułtan Murad II musiał zakończyć oblężenie Konstantynopola na wieść o rozruchach wewnętrznych oraz zaostrzaniu się intryg pałacowych i knowań jego przeciwników politycznych.
Interesy polityczne i gospodarcze państw regionu i krajów sąsiednich sprzyjały powstaniu nietrwałej, nieformalnej koalicji antytureckiej. Tureckiego wzmocnienia obawiali się wszyscy sąsiedzi, w szczególności Genua i Wenecja, mające interesy gospodarcze we wschodnim basenie Morza Śródziemnego, Węgry, którym wyrósł na południu od Dunaju agresywny wróg, Wielkie Księstwo Moskiewskie, będące podobnie jak Bizancjum krajem prawosławnym, krzyżowcy tracący swe ostatnie posiadłości na Bliskim Wschodzie oraz papiestwo, które chciało powstrzymać rozprzestrzenianie się islamu. W decydującym momencie potencjalni sprzymierzeńcy Bizancjum okazali się jednak zajęci własnymi problemami i niezdolni do udzielenia pomocy.

### Przygotowania Turków do wojny

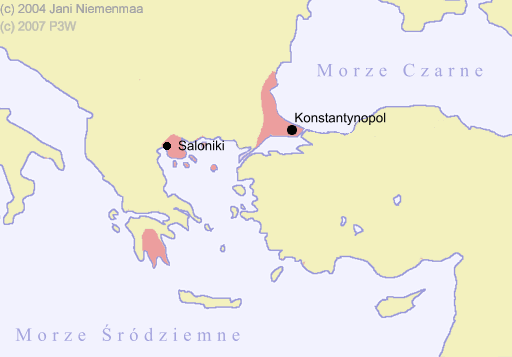
Cesarstwo Bizantyjskie około roku 1400

Sułtan Osmanów Mehmed II starannie przygotowywał się do wojny, szczególną uwagę zwracając na artylerię. Zimą 1451–1452 r. rozpoczął budowę fortecy na europejskim brzegu Bosforu, w najwęższym miejscu cieśniny, odcinając tym samym Konstantynopol od Morza Czarnego. Posłowie bizantyjscy, wysłani przez cesarza Konstantyna w celu wybadania zamierzeń sułtana, zostali odprawieni bez odpowiedzi. Członków kolejnego poselstwa uwięziono i ścięto, co było oczywistym wypowiedzeniem wojny. Budowę twierdzy Rumeli Hisarı zwanej też Boğazkesen (z tur. podrzynająca gardło lub blokująca cieśniny) zakończono w sierpniu 1452 roku. Ustawione na murach bombardy zaczęły ostrzeliwać bizantyjskie okręty przepływające przez Bosfor. Po zbudowaniu fortecy Mehmed II po raz pierwszy podszedł pod mury Konstantynopola, lecz po trzech dniach zarządził odwrót.

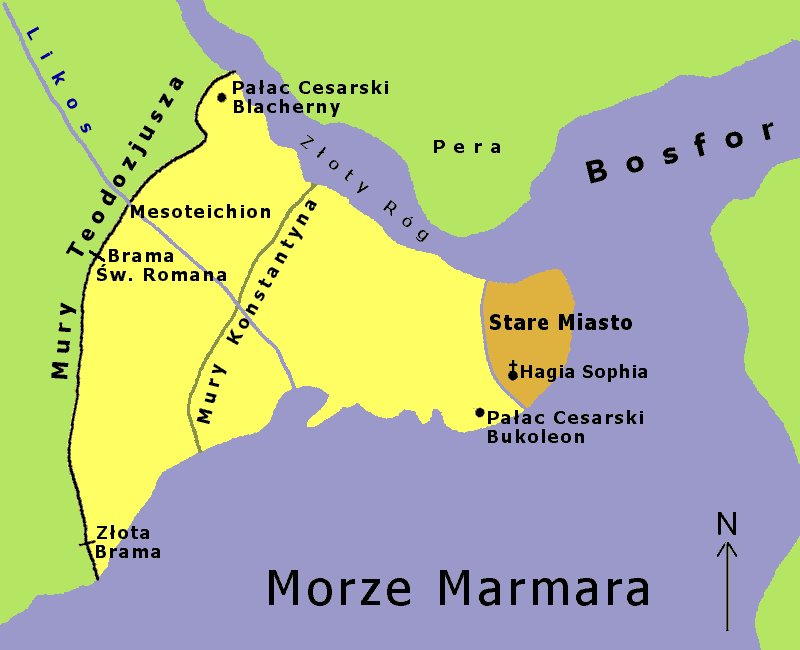
Mapa Konstantynopola

Jesienią 1452 roku Turcy wtargnęli na półwysep Peloponez i uderzyli na braci cesarza, by uniemożliwić im przyjście z pomocą stolicy. Zimą 1452/1453 rozpoczęły się przygotowania do szturmu na miasto. Wojska tureckie zaczęły zajmować bizantyjskie miasta leżące na wybrzeżu Tracji. Sułtan uważał, że poprzednie próby zdobycia miasta nie powiodły się z braku wsparcia od strony morza. W marcu 1453 roku Turcy zdołali zdobyć Mesembrię (ob. Nesebyr), Anchialos (ob. Pomorie) i pozostałe umocnienia Pontu. Choć Selymbria została oblężona, a Bizantyjczycy zablokowani w wielu miejscach, ich flota nadal panowała na morzu, nękając tureckie wybrzeże. W początkach marca Turcy rozbili obóz pod murami Konstantynopola i rozpoczęli roboty oblężnicze.

#### Armia turecka
Armia turecka składała się z około 80 tysięcy regularnego wojska, nie licząc pospolitego ruszenia, około 20 tysięcy baszybuzuków oraz kilku tysięcy żołnierzy służb tyłowych i 70 dział. Flotę sułtana stanowiło 6 trzyrzędowych galer, 10 dwurzędowców, 15 galeasów, około 75 mniejszych okrętów i 20 ciężkich barek transportowych dostarczających żywność i surowce. Siłami morskimi dowodził rządca Gallipoli, Sulejman Baltoglu. Taka liczba okrętów zapewniała Turkom panowanie na Morzu Marmara.

### Sytuacja Bizantyjczyków
Cesarstwem targały konflikty wewnętrzne. Cesarz usiłował uzyskać pomoc z zachodu za cenę utrzymania unii florenckiej, jednak próby zjednoczenia wszystkich chrześcijan spotykały się w kraju z narastającym sprzeciwem. Unię z Rzymem odrzucało w szczególności średnie i niższe duchowieństwo. (Ducas, Ducae Michaelis Ducae nepotis Historia Byzantina).
Najbardziej prawdopodobnymi sojusznikami Konstantyna byli Wenecjanie. Ich flota wyszła w morze po 17 kwietnia z poleceniem oczekiwania na posiłki u wybrzeży wyspy Tenedos do 20 maja, a następnie przebicia się przez Dardanele do Konstantynopola. Genua zachowała neutralność. Węgry wciąż nie otrząsnęły się po porażce w Bitwie pod Warną w 1444. Książę moskiewski zajęty był własnymi problemami, zresztą Moskwę oddzielały od Konstantynopola ziemie Nogajów i Tatarów. Wołoszczyzna i Serbia pozostawały lennikami Turcji, a serbskie posiłki wchodziły nawet w skład armii sułtańskiej. Skanderbeg w Albanii nienawidził Turków równie mocno jak Bizantyjczyków czy Wenecjan.
Ostatecznie, mimo zabiegów Konstantyna, wsparcie innych państw chrześcijańskich okazało się iluzoryczne.

#### System obronny Konstantynopola

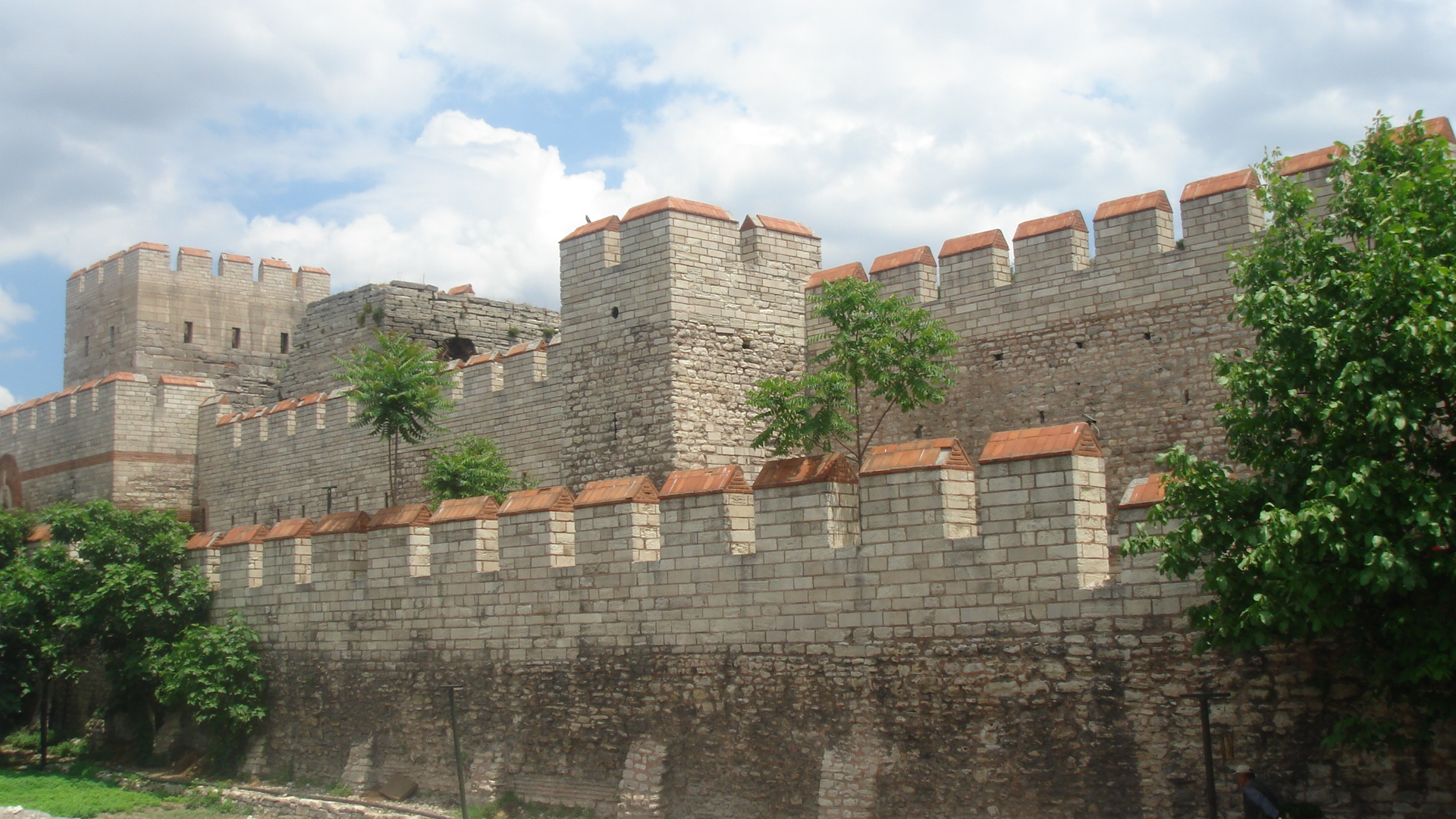
Zrekonstruowany fragment Murów Teodezjusza przy bramie Selymbria

Miasto Konstantynopol leży na trójkątnym półwyspie opływanym przez wody Morza Marmara i zatoki Złoty Róg. Dzielnice miasta położone nad brzegami morza i zatoki znajdowały się w obrębie murów miejskich. Specjalny system umocnień złożony z murów i wież ochraniał miasto od strony lądu – od zachodu. O mury twierdzy na brzegu morza Grecy byli spokojni – zbyt szybki lokalny prąd morski nie pozwalał Turkom podpłynąć statkami pod podstawę murów. Słabym punktem pozostawał Złoty Róg. Bizantyjczycy stworzyli tutaj oryginalny system obrony. W poprzek wejścia do zatoki rozciągnięto ogromny łańcuch. Jeden jego koniec zawieszony był na wieży Eugeniusza na północno-wschodnim przylądku półwyspu, a drugi na jednej z wież dzielnicy Pera na północnym brzegu Złotego Rogu (dzielnica była kolonią genueńską). Na wodzie łańcuch podtrzymywały drewniane tratwy. Flota turecka nie była w stanie wpłynąć do Złotego Rogu i wysadzić desantu pod północnymi murami miasta. Natomiast flota bizantyjska ochraniana przez zaporę mogła spokojnie przeprowadzać naprawy w zatoce.
Od zachodu, znad Morza Marmara do leżącej nad Złotym Rogiem dzielnicy Blacherny, rozciągały się mury miejskie i głęboka fosa. Rów był szeroki na około 18 metrów, w miarę możliwości wypełniany wodą. Po wewnętrznej stronie fosy znajdował się zębaty gzyms. Pomiędzy nim a murem istniała wolna przestrzeń o szerokości 12–15 metrów, znana jako Peribolos. Pierwszy mur zewnętrzny o wysokości 7,5 metra posiadał wieże obronne umieszczone w odstępach 45–90 metrów od siebie. Za nim rozciągał się jeszcze jeden prześwit o szerokości 12–18 metrów noszące nazwę Parateichion. Następnie wznosił się kolejny mur wysoki na 12 metrów z kwadratowymi lub ośmiokątnymi basztami, które zostały wybudowane tak, aby pokryć przerwy między wieżami pierwszego muru.
Rzeźba terenu obniżała się w środku systemu umocnień: tutaj do miasta kanałem wpływała niewielka rzeka Likos. Obszar umocnień w dolinie był szczególnie wrażliwy na atak z powodu obniżenia terenu o około 30 metrów zwanego Mesoteichion. W północnej części mury łączyły się z umocnieniami dzielnicy Blacherny. Występujące tutaj ze zwykłego szeregu umocnienia składały się z fosy, pojedynczego muru oraz ufortyfikowanych umocnień pałacu cesarskiego wybudowanego w pobliżu muru jeszcze przez cesarza Manuela I.
Mury Konstantynopola osłaniające miasto były jednymi z najsilniejszych w tych czasach. Składały się z Murów Teodozjusza (5,5 km) od strony lądu i murów od strony morza. Łącznie miały około 20 km długości. W całym systemie obrony istniało ponadto wiele bram i tajnych przejść.

#### Armia grecka
Wszystkich zdatnych do walki żołnierzy bizantyjskich było około 7 tysięcy, wliczając w to 2 tysiące sprzymierzeńców. Pochodzący z Genui ochotnik Giovanni Giustiniani Longo wystawił około 700 ludzi. Niewielki oddział sformowała też Katalonia. Fortyfikacje miejskie, regularnie naprawiane na kilka lat przed oblężeniem, przedstawiały nadal znaczną wartość bojową, pomimo wprowadzenia nowej broni – artylerii oblężniczej. Jednakże znaczny ubytek ludności stolicy i duża powierzchnia miasta sprawiały, że brakowało obrońców do obsadzenia umocnień na całej ich długości.
Flota grecka broniąca Konstantynopola liczyła 26 statków: 10 bizantyjskich, po 5 weneckich i genueńskich, 3 kreteńskie, po jednym z Ankony, Katalonii oraz Prowansji i składała się w całości z szybkozwrotnych bezwiosłowych żaglowców. W mieście było kilka armat oraz spory zapas oszczepów i strzał. Siła ognia była jednak niewystarczająca.
Główne siły Bizantyjczyków dowodzone przez samego Konstantyna skoncentrowano na najsłabszym odcinku – Mesoteichionie, gdzie rzeka przepływała kanałem pod murami. Giustiniani Longo ustawił swoje oddziały po prawej stronie wojsk cesarza, lecz później przesunął się bliżej niego. Miejsce Giustinianiego zajął drugi oddział żołnierzy genueńskich braci Bocchiardo. Kontyngent wenecki pod przywództwem burmistrza Girolamo Minotto ochraniał dzielnicę Blacherny. Na południe od Mesoteichionu znajdował się jeszcze jeden oddział genueńskich ochotników pod komendą Maurizio Cattaneo, grecka formacja z krewnym cesarza na czele – Teofilem Paleologiem – oddział Wenecjanina Contariniego i wreszcie kolejny grecki oddział z dowódcą Demetriuszem Kantakuzenem.
Mury wychodzące na brzeg Morza Marmara ochraniał oddział Wenecjanina Iacobo Contariniego wraz z greckimi zakonnikami. Były to na ogół słabo uzbrojone straże mające za cel dozorować nadmorskie mury. Obrońcy nie obawiali się tutaj ataku, jako że szybki prąd, skały i mielizny nie pozwalały statkom przeciwnika zbliżyć się do wybrzeża. Dalej pozycję zajmowały nieliczne oddziały Katalończyka Péré Julia, kardynała Izydora i Turka, księcia Orchana, który został pozbawiony przez sułtana Mehmeda II praw do tronu.
Brzeg Złotego Rogu ochraniali żeglarze weneccy i genueńscy pod komendą Gabriela Trevisano. Flotą stacjonującą w zatoce dowodził jego rodak Alviso Diedo. Odwód w mieście stanowiły jednostki megaduksa Łukasza Notarasa i Nicefora Paleologa. Dziesięć okrętów wydzielono w celu ochrony zapory. Dowodził tu genueńczyk Bartolomeo Soligo.
Bizantyńczycy chcieli wykorzystać swoją nieliczną artylerię do obrony Konstantynopola, lecz pomosty w wieżach nie były przystosowane do prowadzenia ostrzału artyleryjskiego i działa cofające się w wyniku odrzutu uszkadzały fortyfikacje.

### Przygotowanie tureckie

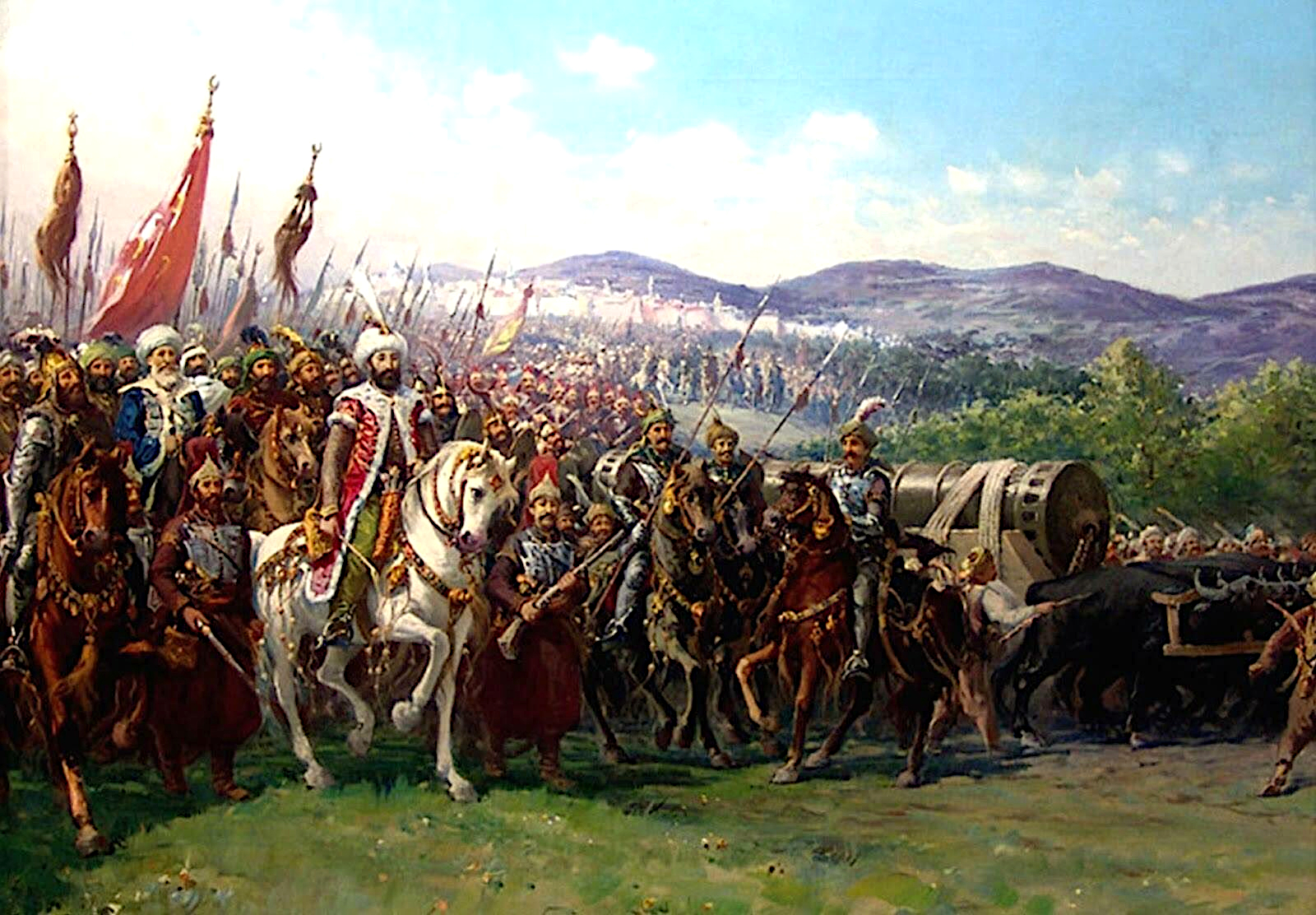
Mehmed II w drodze do Konstantynopola

Turcy rozpoczęli oblężenie 6 kwietnia. Część wojsk pod dowództwem Zağanos-Paszy zajęła wzgórza na północ od zatoki Złoty Róg, z których można było kontrolować dzielnicę Pera (kolonię genueńską), ostrzegając neutralnych Genueńczyków przed próbami pomocy Bizantyńczykom. Od południowego brzegu Złotego Rogu do rzeki Likos rozłożyły się regularne oddziały Karadża-Paszy dysponujące liczną artylerią, która od razu zaczęła ostrzeliwać dzielnicę Blacherny. Po obu stronach Likos stacjonowali janczarzy – gwardia sułtana. Na prawej flance, od obozu janczarów do brzegu Morza Marmara, rozłożyły się regularne wojska Iszak-Paszy, które w odróżnieniu od europejskich oddziałów Karadża Paszy składały się z posiłków anatolijskich lenników sułtana. Mehmed II nie dowierzał Iszak-Paszy, dlatego przydzielił mu Mahmuda-Paszę z bizantyjskiego rodu Angelosów, który przyjął islam i stał się jednym z najwierniejszych stronników sułtana. Za regularnymi wojskami rozłożył się osobny obóz baszybozuków, którzy walczyli w zamian za udział w łupach wojennych. Zamierzano ich rzucić do walki w razie konieczności.
By przeszkodzić wypadom Bizantyjczyków, Turcy wykopali przed swoimi pozycjami okop, a nad nim wznieśli wał ziemny z częstokołem. Flota turecka miała główne kotwicowisko na Bosforze, a jej głównymi zadaniami było przełamanie umocnień Złotego Rogu i odcięcie Konstantynopola od pomocy sprzymierzeńców.
Sułtan wysłał posłańców z propozycją poddania miasta. W razie kapitulacji obiecywał mieszkańcom zachowanie życia i majątków. Cesarz Konstantyn odpowiedział, że woli zapłacić jakikolwiek trybut i oddać każde terytorium niż poddać miasto. Równocześnie nakazał marynarzom weneckim przemarsz po murach miejskich by pokazać, że Wenecja jest sojusznikiem Konstantynopola. Flota wenecka była jedną z silniejszych w basenie Morza Śródziemnego i to miało osłabić wolę walki sułtana. Nie zważając na odmowę Mehmed wydał rozkaz rozpoczęcia przygotowań do szturmu.

## Oblężenie Konstantynopola

### 2–6 kwietnia
Przednie straże Turków podeszły do miasta 2 kwietnia w Poniedziałek Wielkanocny. Obrońcy miasta przeprowadzili wypad, podczas którego zabili nielicznych wrogów. Zbliżanie się wojsk tureckich zmusiło ich jednak do powrotu do miasta, zniszczenia mostów nad fosą i zamknięcia bramy miejskiej. Cesarz nakazał także rozciągnąć łańcuch w poprzek Złotego Rogu.
5 kwietnia pod stolicę podeszły główne siły tureckie.
6 kwietnia Konstantynopol został zupełnie zablokowany. Pierwsze działania armii tureckiej polegały na zaatakowaniu fortów greckich położonych poza obrębem murów miejskich. Jeden z nich znajdował się w Terapii na wzgórzu ponad Bosforem, a drugi – w wiosce Studios na brzegu Morza Marmara. Fort w Terapii bronił się przez dwa dni, zamek w Studios został zniszczony przez turecką artylerię w ciągu kilku godzin. Pozostałych przy życiu obrońców Turcy powbijali na pale na oczach oblężonych mieszkańców Konstantynopola. Tylko wieża na wyspie Prikopos stawiała opór. Jednak i to umocnienie zostało zdobyte przez Turków, obrońcy zabici, a mieszkańcy miasta sprzedani w niewolę (Laonicos Chalcocondyles).

### 7 kwietnia – 18 maja
Pierwsza połowa kwietnia upłynęła pod znakiem niewielkich potyczek. 9 kwietnia turecka flota podpłynęła do łańcucha rozwieszonego ponad Złotym Rogiem, lecz nie zdołała go sforsować i zawróciła do Bosforu. 11 kwietnia Turcy skoncentrowali ciężką artylerię naprzeciwko muru rozciągającego się ponad rzeką Likos i rozpoczęli 6-tygodniowy ostrzał. Ciężkie działa nieustannie zsuwały się ze specjalnych platform w wiosenne błoto. Później Turcy sprowadzili dwie ogromne bombardy. Jedna z nich – ośmiometrowej długości kolos zwany Bazyliką – została zbudowana przez węgierskiego inżyniera Urbana (Orbana), który pierwotnie oferował swe umiejętności cesarzowi. Finanse cesarstwa nie pozwoliły jednak zatrzymać Węgra w mieście, stąd Urban po krótkim pobycie w Konstantynopolu, udał się na dwór Mehmeda II do Edirne.
W kwietniowym błocie działo Urbana zdolne było wystrzelić pociski ważące 540 kg na odległość 1,5 km nie więcej niż siedem razy dziennie. Jedną z bombard ustawiono naprzeciwko pałacu cesarskiego, a drugą przed bramą św. Romana. Mimo swej niskiej celności, broń ta czyniła ogromne zniszczenia w murach Konstantynopola. Ponadto sułtan dysponował wieloma innymi, mniejszymi działami (Laonicos Chalcocondyles).
12 kwietnia Turcy na statkach zaatakowali łańcuch zamykający dostęp do Złotego Rogu. Atak przeistoczył się w bitwę morską z okrętami, które pozostały poza obszarem chronionym przez łańcuch. Turcy bezskutecznie próbowali je podpalić lub zdobyć. Wysokopokładowe okręty Greków, Wenecjan i ochotników genueńskich odpierały ataki, a nawet same usiłowały okrążyć statki tureckie. Turcy zmuszeni byli zawrócić ku Bosforowi.

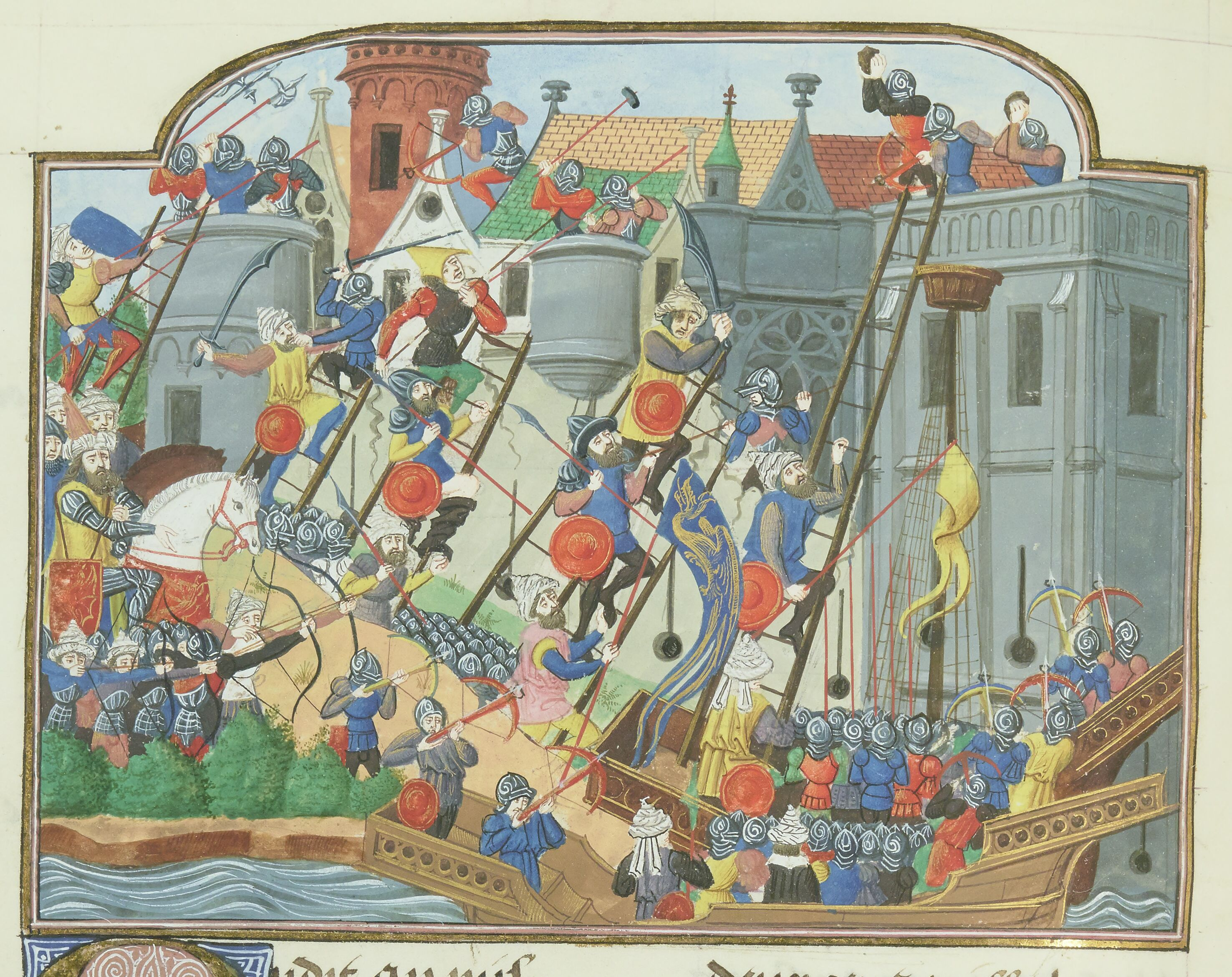
Oblężenie Konstantynopola – Jean Chartier

18 kwietnia Turcy rozpoczęli szturm muru górującego nad Likos. Po zachodzie słońca ruszyli na umocnienia starając się podpalić wzniesione przez Bizantyjczyków drewniane umocnienia i usunąć baryłki z ziemią. Oddziałom Giustinianiego Longo udało się odeprzeć atak prawie bez strat własnych.
20 kwietnia od południa do Konstantynopola podpłynęły trzy galery genueńskie z ładunkiem żywności i broni, wynajęte przez papieża. Po drodze przyłączył się do nich statek cesarski, pod dowództwem żeglarza o imieniu Flatanelas, płynący z takim samym ładunkiem. Admirał turecki wydał rozkaz zdobycia lub zatopienia dostrzeżonych okrętów. Genueńczycy i Grecy przycumowali swe statki obok siebie i zaczęli odpierać ataki tureckich marynarzy próbujących dokonać abordażu. Chrześcijanie umiejętnie wykorzystali wysokość burt swoich statków i uderzali toporami w głowy Turków, którzy mozolnie wspinali się ze swych niewysokich statków na chrześcijańskie okręty. W końcu wszystkie cztery powiązane okręty, przypominające ogromne umocnienia z czterema wieżami, podryfowały z wiatrem i prądem morskim w kierunku łańcucha, który przegradzał wejście do Złotego Rogu. Tutaj do walki włączyła się cała flota Konstantynopola, jednak z powodu nocy tureccy kapitanowie odstąpili od dalszej walki. Porażka Turków była oczywista. Sułtan Mehmet pozbawił dowództwa admirała Baltoglu i rozkazał obić go kijami.
21 kwietnia wskutek ostrzału murów miejskich prowadzonego przez tureckich artylerzystów jedna z wież przy rzece Likos (Baktatynijska) runęła wraz ze stojącym przed nią zewnętrznym murem. Jeśliby padł wówczas rozkaz szturmu, prawdopodobnie Konstantynopol zostałby zdobyty. Rozkazu jednak nie wydano, bowiem sułtan przebywał wtedy na północnym brzegu Złotego Rogu w przystani tureckiej floty Dwie Kolumny.
22 kwietnia tureckim oddziałom udało się ominąć łańcuch przegradzający zatokę i przetransportować swe okręty wojenne przez wzgórze Galackie na specjalnie do tego celu zbudowanych platformach. W tym czasie artyleria turecka prowadziła pozorowany ostrzał łańcucha nad Złotym Rogiem. Zebrane platformy z odlanymi kołami zostały spuszczone na wodę, wsunięte pod kadłuby tureckich okrętów, a następnie przy pomocy wołów przyciągnięte na brzeg wraz ze statkami. Do platform zaprzężono woły, które pociągnęły statki po drewnianych szynach obok dzielnicy Pera, po uprzednio wybudowanej drodze ku północnemu brzegowi Złotego Rogu. Turcy przetransportowali w ten sposób około 70 okrętów.

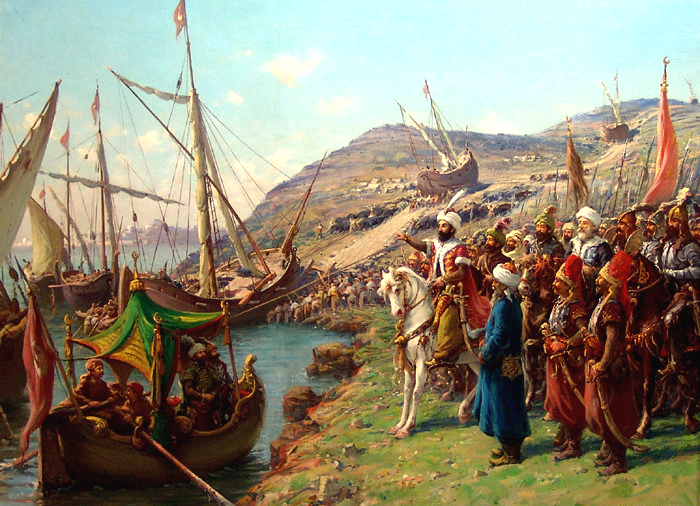
Przeciąganie okrętów do Złotego Rogu

Oszołomieni Grecy nie wiedzieli co robić. Według jednej z wersji, Wenecjanie zaproponowali przeprowadzenie zdecydowanego ataku wszystkimi pozostającymi w gotowości statkami na tureckie okręty lub wojska lądujące na północnym brzegu Złotego Rogu, aby odciąć spuszczone na wodę okręty od wsparcia z lądu i uniemożliwić dotarcie do nich tureckim marynarzom. Decyzja została prawdopodobnie podjęta po długich rozważaniach i sporach.
28 kwietnia okręty weneckie i genueńskie przeprowadziły nocny atak z zamiarem spalenia tureckich okrętów. Atak został odparty przez Turków ogniem bombard. Najprawdopodobniej zostali oni uprzedzeni o dywersji przez Genueńczyków z Pery. Zamysł obrońców Konstantynopola nie powiódł się także z powodu fatalnego błędu włoskiego dowódcy Giacomo Coco, który – wbrew starannie obmyślanemu planowi – przedwcześnie zaatakował jednostki sułtana.
29 kwietnia żołnierze tureccy zamordowali marynarzy chrześcijańskich pochwyconych z zatopionej galery weneckiej. W odpowiedzi Bizantyjczycy ścięli na murach wszystkich Turków wziętych wcześniej do niewoli.
Ogólnie sytuacja przedstawiała się korzystnie dla oblegających. Turcy uzyskali dostęp do Złotego Rogu, i chociaż stacjonowała tam jeszcze flota chrześcijańska, odtąd bezpieczeństwo murów górujących nad zatoką stanęło pod znakiem zapytania. W zatoce znajdowała się tylko część floty tureckiej, pozostałe jednostki pozostały na wodach Bosforu, dlatego Grecy zmuszeni byli utrzymywać swoje okręty po obu stronach łańcucha, by przeszkodzić w połączeniu się obu zgrupowań floty tureckiej.
Oprócz tego inżynierowie tureccy wznieśli na rozkaz sułtana most pontonowy poprzez zachodnią część Złotego Rogu, uzyskując połączenie głównych sił tureckich z wojskami Zaganos-Paszy, które stacjonowały na północnym brzegu zatoki. Budowę mostu, składającego się ze związanych parami beczek, prowadzono pod osłoną znajdujących się w zatoce statków tureckich. Po utracie niektórych z nich, Turcy ustawili na tratwach część swojej artylerii i zaczęli prowadzić ostrzał dzielnicy Blachernos z dwóch stron: z lądu i morza. W ciągu miesiąca oblegający podeszli pod mury wywołując spory niepokój Greków.

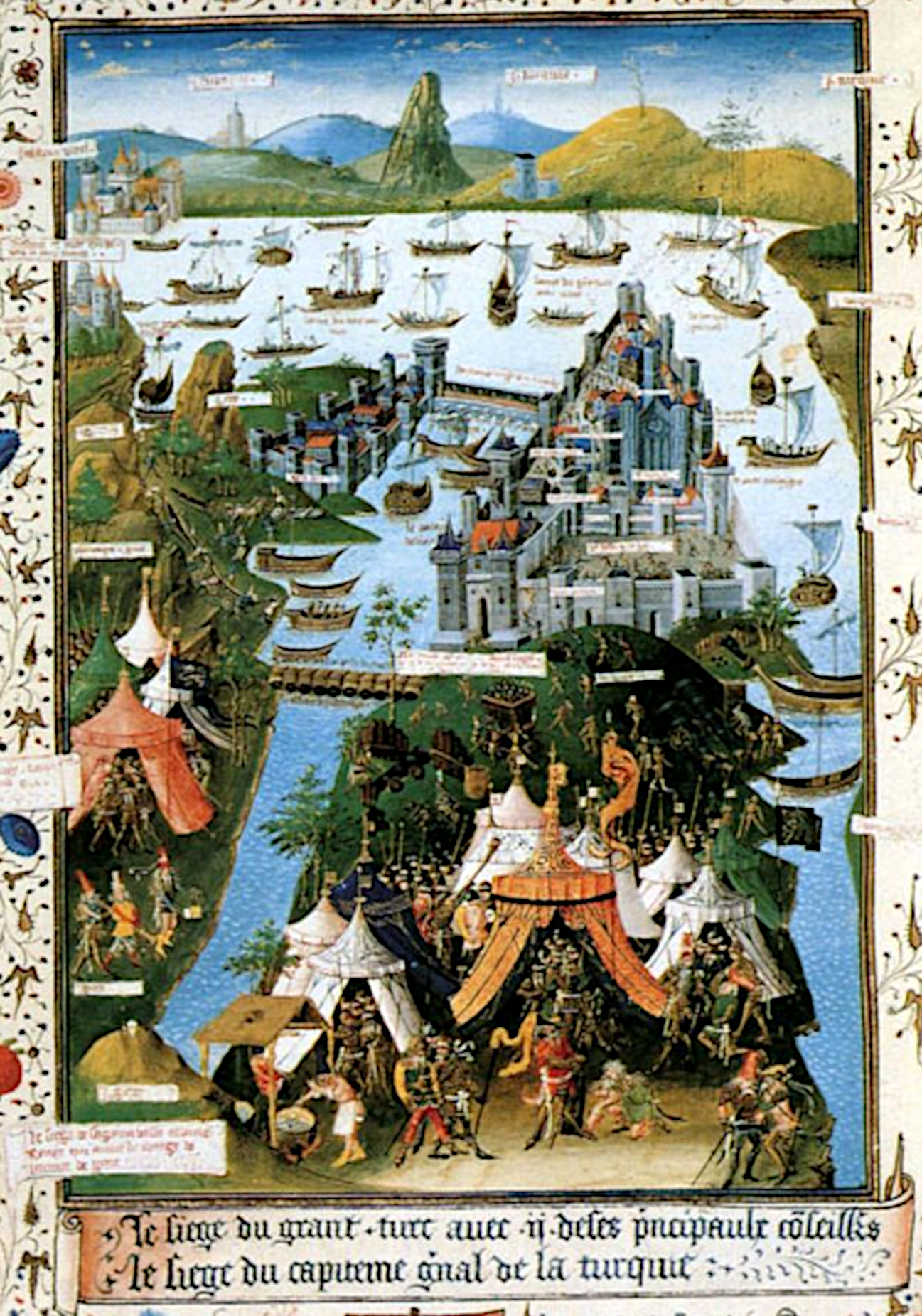
Oblężenie według ówczesnej ryciny

3 maja wenecka brygantyna pod turecką flagą i z marynarzami przebranymi w tureckie stroje wypłynęła pod osłoną nocy za łańcuch na poszukiwanie floty weneckiej – miasto pilnie wyczekiwało odsieczy. Tymczasem flota wenecka zbierała swe siły, oczekując na posiłki w rejonie wyspy Tenedos.
5 i 6 maja Turcy rozpoczęli stały ostrzał, otwarcie przygotowując się do szturmu. Grecy liczyli się z dwoma kierunkami ataku: z zachodu na mury twierdzy i z zatoki przy wsparciu floty.
Jednakże 7 maja oddziały tureckie przeprowadziły szturm tylko od strony zachodniej. Prawdopodobnie Turcy nie zdecydowali się przeprowadzić operacji w pobliżu silnej jeszcze floty chrześcijańskiej. Główne uderzenie skierowało się na mur miejski przy Mesoteichonie. Zacięty nocny bój trwał kilka godzin, jednak Bizantyjczycy utrzymali pozycje i nie pozwolili Turkom wedrzeć się przez wyłomy w murach.
W nocy z 13 na 14 maja Turcy przeprowadzili jeszcze jedną próbę szturmu, tym razem na dzielnicę Blachernos. Bizantyjczycy z trudem odparli atak dzięki ściągnięciu części marynarzy z okrętów.
Po zniszczeniu w niektórych miejscach murów miejskich ostrzałem z dział, Turcy zbliżyli się do umocnień i zaczęli zasypywać fosę. W nocy Bizantyjczycy odkopali ją oraz umocnili wyłomy kawałkami drewna i koszami z ziemią.
16 maja Turcy zaczęli drążyć tunel pod murami w pobliżu dzielnicy Blachernos. W tym samym czasie ich statki przy dźwiękach trąb i bębnów 16, 17 i 21 maja podpływały do łańcucha w zatoce, próbując odwrócić uwagę Greków od hałasu prac minerskich. Bizantyjczycy odkryli jednak tunel i rozpoczęli drążenie kontrpodkopu. Podziemna wojna zakończyła się zwycięstwem oblężonych, którzy wysadzili lub zatopili podkopy wykonane przez Turków.
18 maja kanonierom tureckim udało się roztrzaskać wieżę świętego Romana. Turcy przyciągnęli machinę oblężniczą i postawili ją w fosie. Według Sfrantzesa wówczas rozpoczęła się straszliwa i niszcząca walka. Po odparciu wszystkich ataków Bizantyjczycy częściowo naprawili wieżę i spalili turecką machinę.
18 maja do fosy, naprzeciwko murów Mesoteichiona, Turcy przyciągnęli ogromną drewnianą wieżę pokrytą wielbłądzimi i bawolimi skórami. Pod jej osłoną robotnicy rozpoczęli zasypywanie rowu. Ze szczytu wieży prowadzono ostrzał murów utrudniający Grekom ostrzeliwanie tureckich kopaczy. Mimo to w nocy ktoś z Greków przedostał się pod wieżę i podłożył beczkę z prochem. Konstrukcja eksplodowała, robotnicy zginęli lub ulegli rozproszeniu, a oblegani oczyścili fosę i ponownie naprawili wyrwę w murze.

### 23–29 maja
23 maja Bizantyjczykom udało się wykryć i zniszczyć wszystkie miny podłożone w tunelach. Po tej porażce Turcy zaprzestali dalszych operacji minerskich (Sphranzes Georgios, loc. cit.). Wyróżnił się tu zwłaszcza Szkot, John Grant, który zastosował pomysłowy sposób wykrywania tureckich podkopów (wzdłuż murów porozstawiano misy z wodą, a zmarszczki na jej powierzchni oznaczały, że w pobliżu drążony jest wrogi tunel).
24 maja powróciła z bezowocnej wyprawy brygantyna wenecka wysłana na poszukiwanie floty sprzymierzeńców, a w nocy 24 maja nastąpiło pełne zaćmienie Księżyca, poczytane przez oblężonych za zły znak. Konstantyna nakłaniano, by wydostał się z miasta i zebrał armię poza jego granicami, jednak cesarz odpowiadał stanowczo, że bez wodza miasto na pewno upadnie, a wraz z nim całe cesarstwo. Oblężeni rozpoczęli rozmowy z Turkami, proponując zapłatę trybutu i daniny w przyszłości, jednak Mehmed II zażądał okupu w wysokości nie do zapłacenia (100 000 bizantów), albo opuszczenia miasta przez mieszkańców tylko z osobistym dobytkiem, gwarantując im swobodne wyjście z miasta. Grecy nie przystali na te warunki.

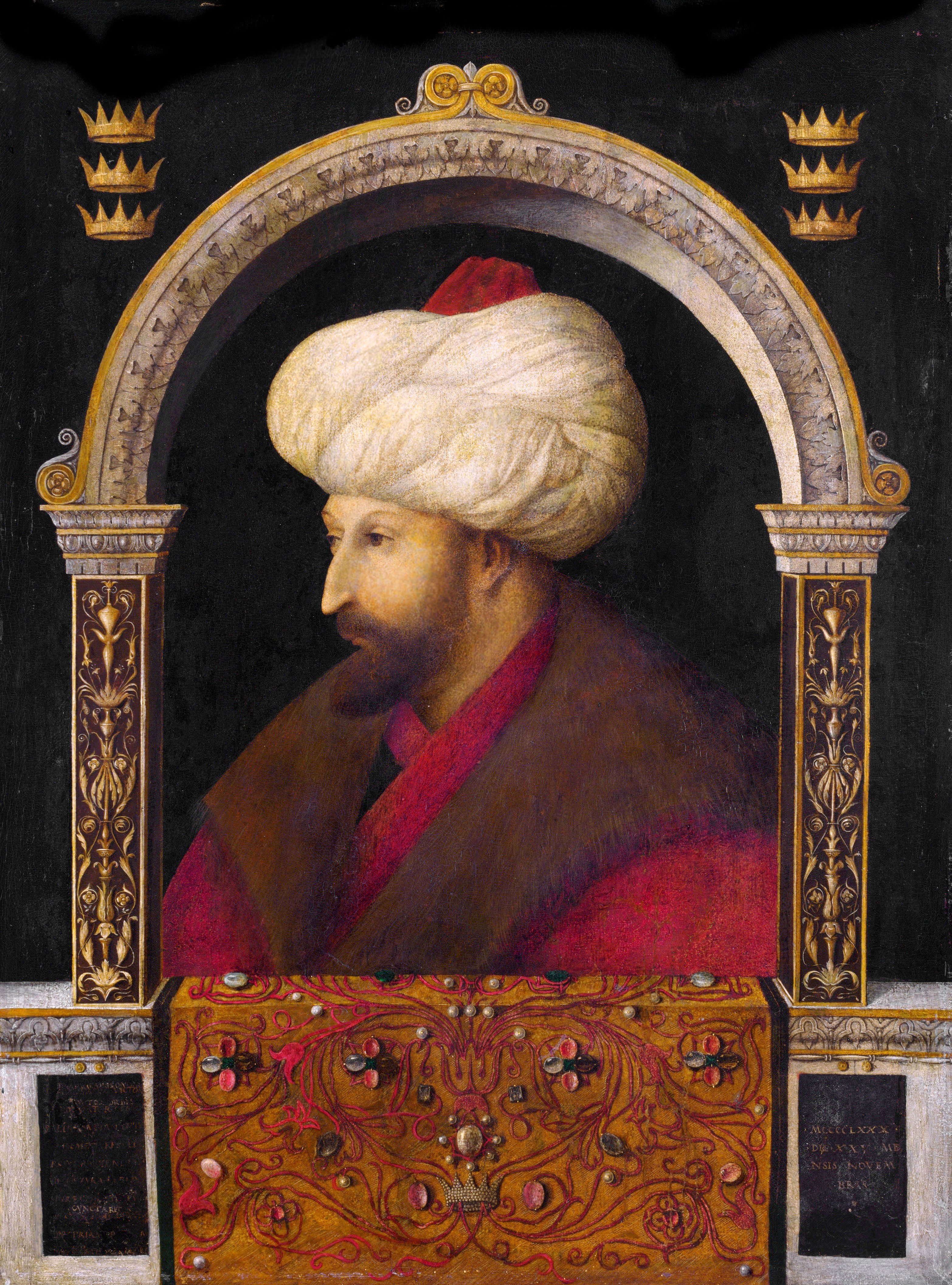
Sułtan Mehmed II Zdobywca

25 maja sułtan zwołał naradę wojenną, na której, mimo sprzeciwu niektórych doradców, podjęto decyzję o generalnym szturmie na miasto.
26 i 27 maja Konstantynopol został poddany silnemu bombardowaniu. Tureccy artylerzyści wznieśli specjalne podesty bliżej murów i umieścili na nich ciężkie działa, aby ostrzeliwać umocnienia aż do skutku.
28 maja 1453 r., poniedziałek, był dniem odpoczynku w obozie tureckim. Żołnierze mieli nabrać sił przed decydującym starciem. Sułtan planował kierunki uderzenia. Decydujący atak miał nastąpić w rejonie rzeki Likos, gdzie mury były już znacznie uszkodzone. Zadaniem floty było wysadzenie marynarzy na wybrzeżu Morza Marmara i na wybrzeżu Złotego Rogu, gdzie mieli pozorować szturm dla odwrócenia uwagi Greków od kierunku głównego natarcia. Osobny oddział Zaganos-Paszy otrzymał rozkaz przejścia po moście pontonowym przez Złoty Róg i ataku na dzielnicę Blacherny.
W nocy z 28 na 29 maja wojska tureckie ruszyły do szturmu na całej linii. W Konstantynopolu ogłoszono alarm i wszyscy zdolni do noszenia broni zajęli pozycje na murach i w wyłomach. Sam cesarz wziął osobisty udział w walkach i odpierał natarcie przy zwalonych murach przy bramie świętego Romana (Ducas; 39). Turcy ponosili bardzo ciężkie straty. Na początku zaatakowali baszybuzucy, słabo uzbrojone wojska nieregularne, które sułtan rzucił na mury, by za cenę życia osłabiły obronę miasta. Pośród nich byli Turcy, Słowianie, Węgrzy, a nawet Niemcy i Włosi. Atak baszybuzuków zagroził jedynie odcinkowi nad Likos, w innych miejscach został z łatwością odparty. W dolinie obroną kierował Giustiniani Longo, tutaj też skoncentrowano wszystkie będące w mieście muszkiety i arkebuzy.

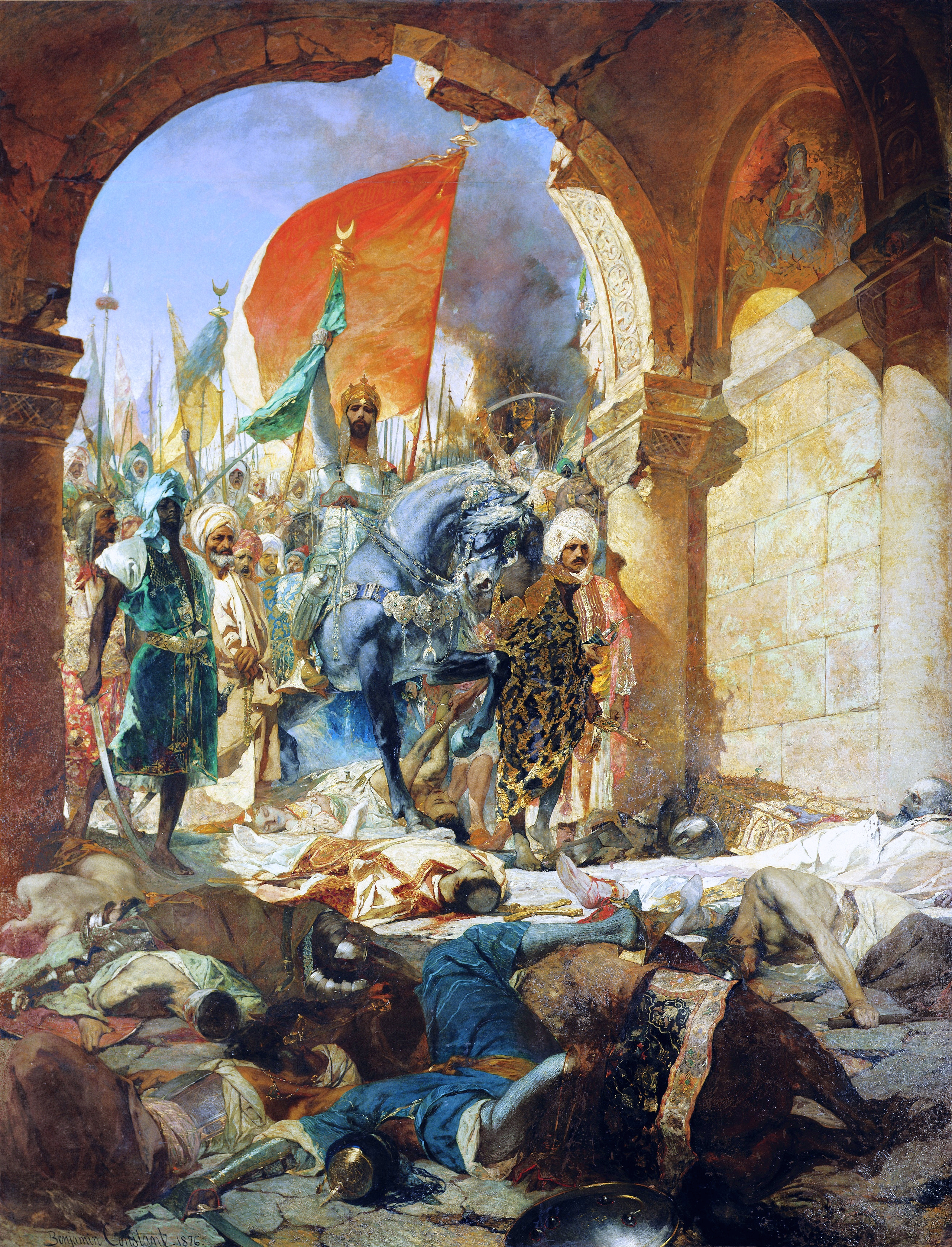
Zdobycie miasta

Po dwugodzinnym boju tureccy dowódcy wydali baszybuzukom rozkaz odwrotu. Bizantyjczycy zaczęli wznosić prowizoryczne barykady w wyłomach. Były to głównie drewniane palisady wzmacniane gruzem oraz beczkami napełnionymi ziemią. W tym czasie tureccy artylerzyści otwarli ogień na mury, a do szturmu ruszyła druga fala oblegających – regularne wojska Iszak-Paszy. Anatolijczycy atakowali mury od wybrzeża Morza Marmara po obniżenie Likos, w rejonie Blachernów. Artyleria nadal prowadziła silny ostrzał murów. Źródła podają, że atak i ostrzał z dział były prowadzone równocześnie.
Bizantyńczycy skutecznie odpierali ataki do chwili, gdy celny strzał z ogromnego działa Urbana zniszczył fragment umocnień, powodując duży wyłom w murze. Trzystu Anatolijczyków ruszyło biegiem w kierunku przejścia, lecz zostali otoczeni i pobici przez Greków. W tym czasie odparto szturm także na innych odcinkach.
Tego wieczoru Konstantyn XI zwracając się do narodu wygłosił mowę, określoną przez Edwarda Gibbona jako „Epitafium dla Cesarstwa Rzymskiego”. Cesarz odwoływał się w niej zarówno do religijnych uczuć chrześcijan, jak i do starożytnej historii imperium, ale nie dawał żadnej nadziei na zwycięstwo.
Trzeci atak na miasto przypuścili janczarzy, których sułtan osobiście podprowadził do fortecznej fosy. Janczarzy uderzali dwiema kolumnami. Jedna szturmowała dzielnicę Blacherny, a druga w kierunku przełamania na odcinku Likos. W miejscu, gdzie mury dzielnicy Blacherny łączyły się z pozostałymi umocnieniami miejskimi, janczarzy odkryli tajną furtkę Kerpoport (Brama Cyrkowa), przez którą Bizantyńczycy przeprowadzali wypady na zewnątrz miasta. Dzięki niej pierwsi Turcy weszli do twierdzy. Choć szybko zostali pokonani, na chwilę udało im się zatknąć na murach turecką flagę, co wprowadziło pewien zamęt w szykach obrońców miasta, którzy walczyli w pobliżu odcinka Likos.

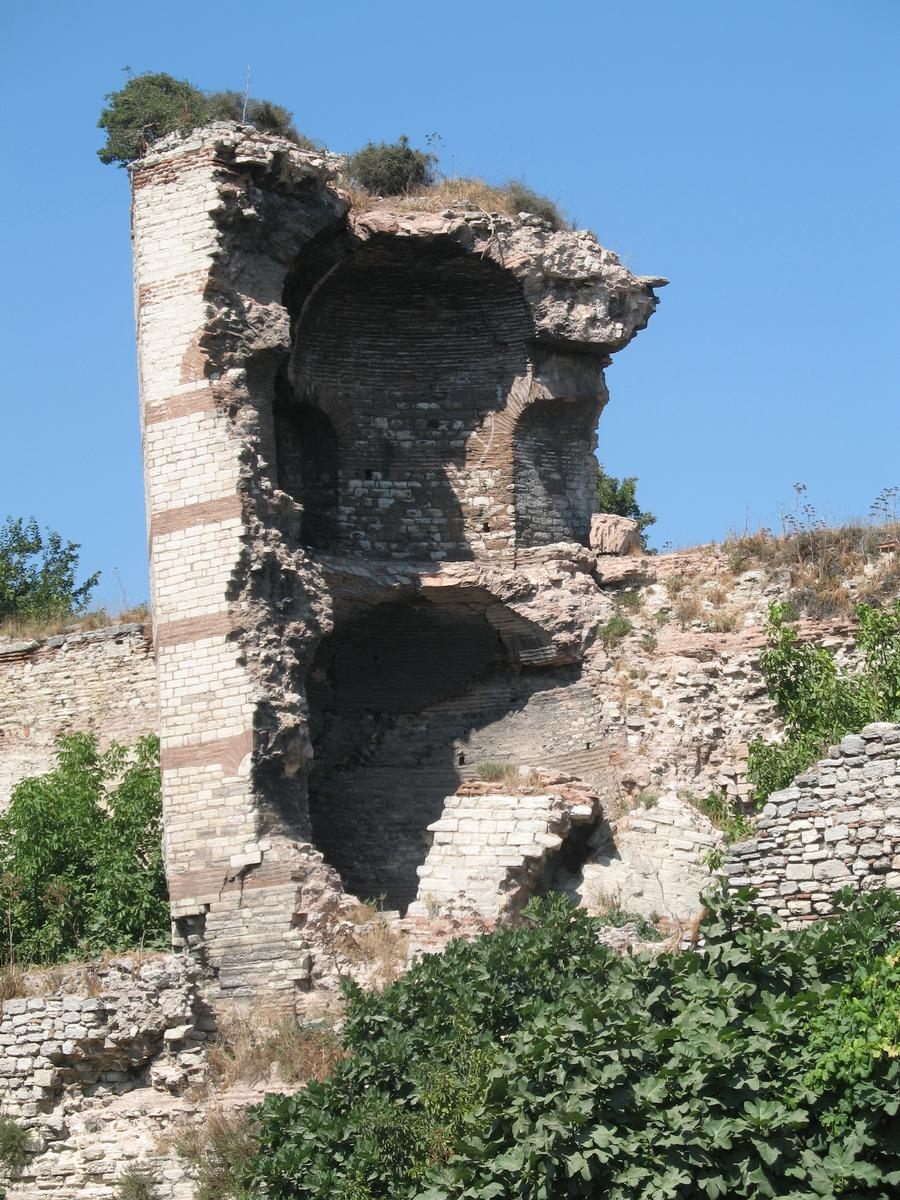
Resztki Murów Teodozjusza

W tym samym czasie na odcinku Likos Giustiniani Longo został trafiony kulą lub odłamkiem armatnim. Gdy ciężko rannego wyniesiono z pola walki, Genueńczyków ogarnęła panika. Włosi rozpoczęli bezładny odwrót, pozostawiając za sobą Wenecjan i Greków dowodzonych przez samego cesarza. Turcy zauważyli zamieszanie w szeregach wroga. Grupa 30 janczarów kierowana przez rosłego Hasana z Ulubat, podjęła próbę wdarcia się przez wyłom. Połowa z nich wraz z Hasanem natychmiast zginęła, jednak pozostałym udało się dostać do miasta, a kolejne, coraz to nowe oddziały janczarów śpieszyły im z pomocą. Konstantyn odrzucił insygnia cesarskie i wraz z grupą najbardziej oddanych towarzyszy ruszył do walki i zginął w bezpośrednim starciu. Razem z nim poległ też Teofil Paleolog. Turcy nie rozpoznali cesarza i pozostawili jego ciało na ulicy.
Pierwsze oddziały tureckie zaczęły wycinać w pień obrońców, którzy rozpaczliwie usiłowali przeszkodzić w otwarciu bramy, a gdy kolejne fale Turków zaczęły wlewać się do miasta, oblężonych ogarnęła panika. Wenecjanie i Genueńczycy zaczęli przedzierać się ku zatoce, aby dostać się na okręty i uciec z miasta. Grecy rozproszyli się w poszukiwaniu ukrycia. Niektóre oddziały bizantyjskie, Katalończycy, a w szczególności Turcy księcia Orchana kontynuowali bój na ulicach. Wielu z nich walczyło do końca zdając sobie sprawę, że nie mogą liczyć na łaskę. Sam Orchan usiłował zbiec w przebraniu zwykłego żołnierza, jednak rozpoznany przez tureckich żołnierzy zginął śmiercią samobójczą rzucając się z murów.
Kreteńscy marynarze bronili się dzielnie w kilku wieżach Złotego Rogu. Nad ranem sułtan Mehmed II w dowód swojej wielkoduszności zaproponował im rozejm i pozwolił odpłynąć z miasta.

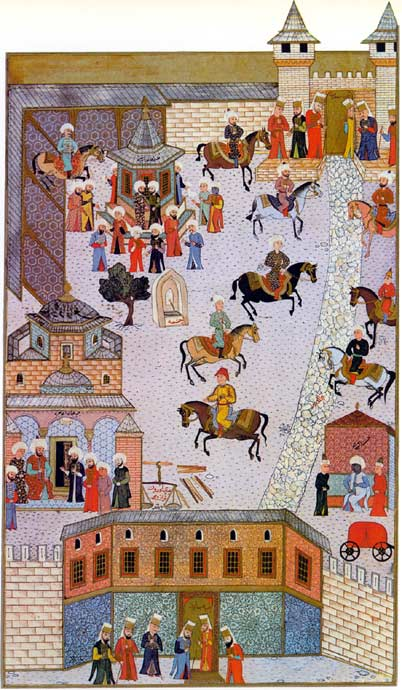
Turcy osmańscy w Konstantynopolu

Bracia Bocchiardi bronili murów przy Złotym Rogu, lecz rozprzestrzeniająca się panika odcięła im drogę ucieczki ku morzu. Paolo zginął, ale dwóm pozostałym – Antonio i Troilo udało się zbiec. Minotto dowodzący Wenecjanami został otoczony w pałacu cesarskim w Blachernach i zabity.
Wielu mieszkańców zebrało się przy kolumnie Konstantyna Wielkiego, bowiem jedno z proroctw głosiło, że gdy tylko Turcy zbliżą się do kolumny, z nieba zstąpi anioł i przekaże cesarstwo wraz z mieczem nieznanemu, stojącemu przy kolumnie człowiekowi, który na czele armii odniesie zwycięstwo. Większość z nich została zamordowana.
Na południe od Likos broniły się oddziały Filippo Contariniego i Grecy Demetriusza Kantakuzena. Okrążeni przez Turków w większości zginęli, częściowo wraz z dowódcami zostali wzięci w niewolę. Odpowiedzialny za obronę w rejonie Akropolis kardynał Izydor uciekł w przebraniu. Gabriel Trevizano także zbyt późno ocenił sytuację, nie zdążył na czas opuścić murów, został pochwycony i stracony. Alviso Diedo uszedł wraz z nielicznymi statkami genueńskimi.
Część Włochów zdołała przebić się ku okrętom, zdjąć łańcuch zamykający wejście do Złotego Rogu i wypłynąć na otwarte morze. Wiadomo, że siedmiu statkom genueńskim, pięciu cesarskim i większości weneckich udało się szczęśliwie odpłynąć. Turcy specjalnie temu nie przeszkadzali, nie chcąc ryzykować długotrwałej wojny z Wenecją, Genuą i ich sprzymierzeńcami. Ucieczce sprzyjał też fakt, że załogi tureckich okrętów w większości znajdowały się już wówczas na lądzie i były zajęte łupieniem miasta.
Walki w samym mieście trwały jeszcze przez cały dzień. Turcy wzięli niewielu jeńców – około 500 żołnierzy bizantyjskich i najemników. Reszta obrońców zginęła lub uciekła przez morze.

## Konsekwencje

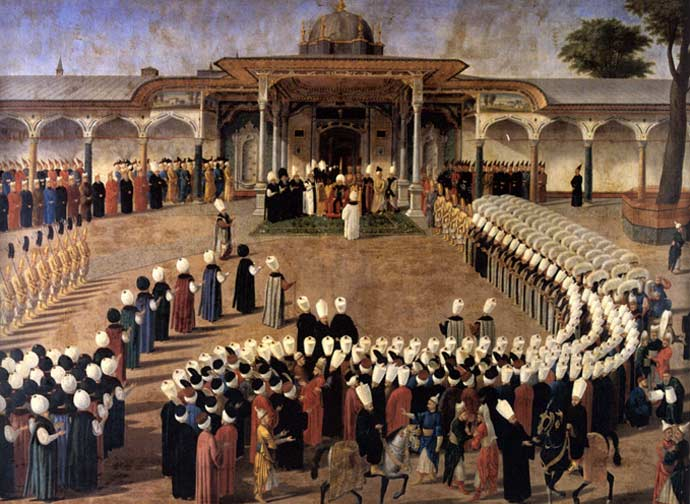
Nowi władcy – pałac Topkapı

Sphranzes pisze, że już po zakończeniu szturmu i zdobyciu miasta udało się odnaleźć ciało cesarza Konstantyna, które rozpoznano po cesarskich butach z wizerunkami orłów. Sułtan nakazał wystawić głowę Konstantyna na hipodromie, a ciało pochować z cesarskimi honorami. Według Ducasa głowę Konstantyna umieszczono na kolumnie na Forum Augusta.
Wraz ze śmiercią ostatniego cesarza rzymskiego Konstantyna XI Dragazesa imperium bizantyjskie definitywnie przestało istnieć. Ziemie cesarskie weszły w skład państwa osmańskiego. Sułtan przyznał Grekom mieszkającym w Konstantynopolu prawo do autonomii w ramach imperium, a głową wspólnoty w ramach systemu Rum millet ustanowił prawosławnego patriarchę Gennadiosa, odpowiedzialnego bezpośrednio przed nim.
Sam sułtan, uznając siebie za następcę cesarza bizantyjskiego, przyjął tytuł Kaizer-i Rum (Cezar Rzymu). Tytuł ten nosili wszyscy sułtani tureccy aż do zakończenia pierwszej wojny światowej.
Konstantynopol zajął miejsce tureckiej stolicy, przeniesionej z Adrianopola. Pełnił tę rolę przez następne 470 lat, do 1923 roku.

Kościół Świętej Mądrości (Hagia Sofia) został zamieniony na meczet

Wielu historyków uznaje upadek Konstantynopola za kluczowy moment w historii Europy, oddzielający wieki średnie od epoki odrodzenia, wyjaśniając to upadkiem starego porządku religijnego i zastosowaniem nowych broni na polu walki, takich jak proch czy artyleria. Wiele uniwersytetów Europy zachodniej przyjęło greckich uczonych – uciekinierów z Bizancjum, co odegrało później znaczącą rolę w recepcji prawa rzymskiego.
Dawniej historycy uważali, że upadek Konstantynopola spowodował także zamknięcie głównego szlaku handlowego z Europy do Azji, co zmusiło Europejczyków do poszukiwania nowej drogi morskiej i prawdopodobnie doprowadziło do odkrycia Ameryki, a tym samym rozpoczęcia epoki wielkich odkryć geograficznych. Jednak nowsze badania obalają ten pogląd. Wskazuje się, że w momencie upadku już od dawna władza Konstantynopola była ograniczona. Na dodatek po zdobyciu Syrii i Egiptu w 1517 roku Turcy nie tylko nie utrudniali handlu lewantyńskiego, lecz wręcz przeciwnie – wspierali go, ponieważ przynosił skarbowi duże zyski.

## Upadek Konstantynopola w kulturze

### Beletrystyka
W 2006 roku wydana została powieść historyczna autorstwa Andreasa Knappa pt. "Die Ikone des Kaisers: Die letzten Tage von Konstantinopel". Cztery lata później ukazał się w Wydawnictwie Salwator w Krakowie polska wersja powieści z przekładu Józefa Tarnówki zatytułowana "Wojna w imię Boga. Ostatnie dni Konstantynopola". Utwór porusza problematykę odwagi i przebiegłości, z jaką bronią się Cesarz Konstantyn XI i jego sprzymierzeńcy przeciw armii tureckiej.

### Seriale
Upadkowi Konstantynopola poświęcono 1. sezon serialu Rozkwit imperiów: Osmanowie.